# Desoutter Mk.I
Die Desoutter Mk.I war ein britisches Sportflugzeug, das bei der Desoutter Aircraft Company am Croydon Aerodrome in Surrey produziert wurde. Bei dem Flugzeug handelt es sich um einen lizenzierten Nachbau der Koolhoven F.K.41 des niederländischen Konstrukteurs Frederick Koolhoven. Auf der Grundlage der Mk.I entstand die weiterentwickelte Desoutter Mk.II. Das Flugzeug erregte durch Rekord- und Überführungsflugzeuge nach Südafrika und Australien einiges Aufsehen. Eine Maschine dieses Typs nahm
erfolgreich MacRobertson Air Race teil. In Australien und Neuseeland stand die Desoutter am Beginn der kommerziellen Luftfahrt.

## Geschichte
Die Firma Desoutter Aircraft Company wurde von Marcel Desoutter, einem britischen Luftfahrtpionier, am Ende der 1920er Jahre zum Zweck des Nachbaus der Koolhoven F.K.41 gegründet. Koolhoven hatte vor und während des Ersten Weltkriegs unter anderem bei Armstrong-Whitworth und der British Aerial Transport Company gearbeitet und daher vielfältige Beziehungen zur britischen Luftfahrtindustrie. Die von ihm entwickelte F.K.41 hatte wegen ihrer modernen Auslegung bei ihrem Erscheinen einiges Aufsehen erregt. Nachdem es Desoutter gelungen war, die Lizenz zu erwerben, richtete er die Produktion am Flughafen Croydon auf dem Gelände der ehemaligen ADC Aircraft factory ein.
Die zweite in den Niederlanden produzierte F.K.41 wurde mit dem Kennzeichen G-AAGC nach Croydon geflogen und dort bei Desoutter modifiziert. Die Firma stellte das Flugzeug im Juli 1929 als Desoutter Dolphin auf der Olympia Aero Show aus. Später wurde das Flugzeug mit dem Kennzeichen ZS-ADX nach Südafrika verkauft und kam dort bei den südafrikanischen Luftstreitkräften zum Einsatz.
Die folgenden Flugzeuge wurden nur noch als Desoutter bezeichnet, später zur Unterscheidung vom Nachfolger als Desoutter Mk.I, der Name Dolphin wurde aufgegeben. Größter Kunde waren die National Flying Services, die eine Serie von 19 Flugzeugen bestellten und abnahmen. Die Flugzeuge erhielten einen schwarz-orange Anstrich und wurden bald zu einem gewohnten Anblick auf den Flugplätzen der britischen Fliegerclubs. Sie kamen vorrangig für Ausbildungsflüge zum Einsatz, aber auch für Freizeit- und Taxiflüge. Desoutter konnte das Flugzeug auch exportieren. Der erste ausländische Abnehmer kam aus Neuseeland. Das Flugzeug wurde auf dem Luftweg nach Australien überführt. Die Maschine startete am 9. Februar 1930 in Croydon und erreichte Sydney am 13. März 1930. Dort wurde die Maschine auf ein Schiff geladen und nach Neuseeland transportiert.
Die 1930 erschienene Mk.II unterschied sich von ihrem Vorgänger durch den Einbau eines Gipsy-Mk.III-Motors, geänderte Querruder und ein geändertes Heck. Außerdem waren nun Radbremsen vorhanden.

## Konstruktion
Bei der Maschine handelt es sich um einen abgestrebten Schulterdecker. Der Rumpf bestand aus Spanten und Stringern aus Holz und wurde mit Sperrholz beplankt, lediglich die Motorverkleidung bestand aus Blech. Tragflächen und Ruder waren ebenfalls eine mit Stoff bespannte Holzkonstruktion. Das gefederte, aber zunächst ungebremste Fahrwerk war gegenüber Rumpf und Flächen abgestrebt. Am Heck kam ein Schleifsporn zum Einsatz. Die Räder konnten gegen Schneekufen getauscht werden. Einige Flugzeuge wurden auch für den Einsatz als Wasserflugzeug mit Schwimmern ausgerüstet.
Besatzung und Passagiere saßen im schmalen Rumpf hintereinander. Der Zugang erfolgte durch zwei Türen links und rechts des Rumpfes. Die Version Mk.I besaß nur eine Tür auf der rechten Seite, während die Version Mk.II zumindest teilweise mit zwei Türen ausgestattet war.
Gegenüber anderen Sport- und Freizeitflugzeugen der damaligen Zeit zeichnete sich die Konstruktion durch die moderne Auslegung als Eindecker und die geschlossene Kabine aus.

## Versionen

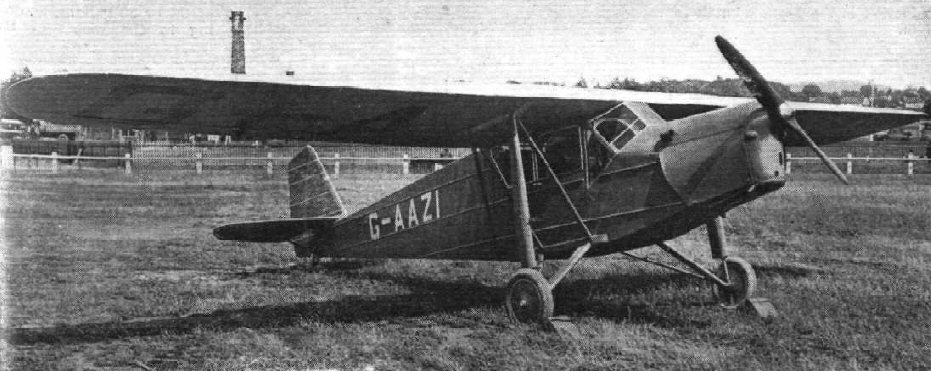
Desoutter Mk.II

Das Flugzeug wurde in zwei Varianten hergestellt, bekam aber vier verschiedene Bezeichnungen. Von der in den Niederlanden produzierten F.K.41 entstanden bei Koolhoven insgesamt sechs Stück. Die Dolphin war eine geringfügig modifizierte bei Koolhoven produzierte F.K.41 und blieb ein Einzelstück. Die in 28 Exemplaren gebaute Mk.I beruhte ebenfalls auf der fast unveränderten F.K.41. Die Mk.II wies größere Änderungen auf, was bei Desoutter zur geänderten Typenbezeichnung führte, und wurde dreizehn Mal gebaut. Insgesamt entstanden damit 47 Flugzeuge dieses Typs.
Der bei Koolhoven entstandene Prototyp der F.K.41 besaß einen Fünfzylinder-Sternmotor von Siemens mit einer Leistung von 50 PS. Die ebenfalls bei Koolhoven hergestellten Produktionsmuster G-AAGC und G-AALI bekamen einen Cirrus Hermes I mit einer Leistung von 105 PS. Dieser Motor und der 115 PS leistende Cirrus Hermes II wurden dann auch in der Serienproduktion der Mk.I verwendet, bevor dann in der Mk.II der Gipsy III zum Einsatz kam.

## Nutzung
Neben den National Flying Services fand die Desoutter vor allem private Abnehmer, die das Flugzeug als Sport- und Reiseflugzeug einsetzten. Trotz der geringen Stückzahl und obwohl es sich nur um ein leichtes Sportflugzeug handelte, hat die Maschine in der Luftfahrtgeschichte einzelner Länder eine große Bedeutung erlangt.

### Neuseeland
Die Desoutter erlangte dort traurige Berühmtheit, da sie in die erste Katastrophe der noch jungen neuseeländischen Verkehrsluftfahrt verwickelt war. Das Flugzeug mit dem Kennzeichen ZK-ACA, das den Dominion Airlines, war noch dem schweren Erdbeben im Wairoa District für Flüge zwischen Hastings und Gisborne eingesetzt. Am 8. Februar 1931 stürzte das Flugzeug nach dem dritten Flug an diesem Tage ab, alle drei an Bord befindlichen Personen kamen dabei ums Leben.

### Australien
In Australien war die Desoutter eines der ersten für Verkehrsflüge eingesetzten Flugzeuge. Die Australier H. Jenkins und H. Jeffrey erwarben Ende 1930 die EI-AAD, eine Desoutter Mk.II, von den irischen Iona National Air Taxis und überführten die nun als G-ABOM registrierte Maschine von Heston nach Sydney auf dem Luftweg. Die beiden starteten am 29. Dezember 1931 in England und erreichten Sydney im Februar 1932. Dort wurde die Maschine zunächst an L. MacKenzie Johnson, später an die Tasmanian Aerial Services verkauft und erhielt das Kennzeichen VH-UEE und den Namen Miss Flinders. Tasmanian Aerial Services eröffnete mit dem Flugzeug eine regelmäßige Verbindung zwischen Launceston und Whitemark auf Flinders Island. Ein Großteil der 108 Meilen langen Strecke führte dabei über das Wasser der Bass-Straße. Tasmanian Aerial Services stand dabei in Konkurrenz mit der regulären von William Holyman & Sons betriebenen Schifffahrtslinie. Der Einsatz der Desoutter auf der Strecke zwischen Tasmanien und Flinders Island bewog Holyman zur Gründung einer eigenen Luftverkehrsgesellschaft, der Holymans Airways, die der Vorläufer der am Ende des Jahres gegründeten Australian National Airways wurde. Die Miss Flinders blieb erhalten und ist im Queen Victoria Museum in Launceston ausgestellt.
Drei weitere Desoutter Mk.II wurden von Hart Aviation Services in Melbourne gekauft. Eines der Flugzeuge ging auf Deal Island in der Bass-Straße verloren.

### Dänemark

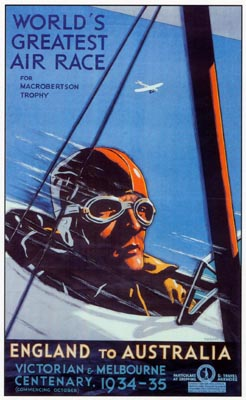
Zeitgenössisches Werbeplakat für das MacRobertson Air Race

Die dänische Luftverkehrsgesellschaft Det Danske Luftfartselskab kaufte die vorletzte gebaute Mk.II im Jahr 1931. Die Maschine erhielt das Kennzeichen OY-DOD. Im Jahr 1934 erwarb der dänische Leutnant Michael Hansen das Flugzeug, musste es aber bereits im Folgejahr an die Nordisk Luftrafik weiterverkaufen. Im Jahr 1938 ging die Maschine an die Nordjysk Aero Service, doch Hansen gelang es noch im gleichen Jahr, das Flugzeug zurückzukaufen. Mit der Maschine unternahm er einen Flug von Europa nach Kapstadt.
Berühmtheit erlangte das Flugzeug jedoch durch die Teilnahme am MacRobertson Air Race im Jahr 1934. Hansen und sein Copilot Jensen absolvierten die Strecke von Mildenhall, England, bis nach Melbourne, Australien, in 129 Stunden und 47 Minuten. Obwohl zeitgenössische Stimmen die Teilnahme am Wettbewerb mit diesem Flugzeug als Einladung zum Selbstmord bezeichneten, konnten Hansen und Jensen den 7. Platz in der Handicapwertung belegen, während andere, als Favoriten gehandelte Flugzeuge das Rennen aufgeben mussten. Der Einsatz des Flugzeuges wurde dabei von der dänischen Zeitung Berlingske Tidende gesponsert.

### Finnland
Während des Winterkrieges in Finnland begann das Dänische Rote Kreuz mit der Sammlung von Geld für die Beschaffung eines Ambulanzflugzeuges. Im Oktober 1941 wurde mit dem gesammelten Geld die OY-DOD gekauft und Finnland geschenkt. Am 28. Oktober 1941 überführte Michael Hansen das Flugzeug nach Helsinki. Dort erhielt die Maschine die Markierungen der finnischen Luftwaffe, außerdem wurden noch Rot-Kreuz-Zeichen aufgemalt. Während des Krieges kam die Desoutter bis zum 14. November 1944 als Ambulanz- und Verbindungsflugzeug zum Einsatz. Nach Kriegsende gelangte die Maschine in die Hände verschiedener privater Besitzer, erhielt das Kennzeichen OH-TJA und wurde am 4. Dezember 1947 in der Nähe von Tampere zerstört.

### Weitere Abnehmer
Zivile Abnehmer fand die Desoutter in Argentinien, Australien, Belgien, Dänemark, den Niederlanden, Irland, Kanada, Finnland, Ungarn, Indien, Neuseeland und Niederländisch-Indien. Militärisch wurde das Flugzeug in Finnland, Südafrika und Großbritannien eingesetzt.

## Technische Daten
| Kenngröße             | Desoutter Mk.I                                                                   | Desoutter Mk.II                                                                  |
| --------------------- | -------------------------------------------------------------------------------- | -------------------------------------------------------------------------------- |
| Besatzung             | 1                                                                                | 1                                                                                |
| Passagiere            | 1–2                                                                              | 1–2                                                                              |
| Länge                 | 8,23 m                                                                           | 7,9 m                                                                            |
| Spannweite            | 10,98 m                                                                          | 10,9 m                                                                           |
| Höhe                  | 2,14 m                                                                           | 2,15 m                                                                           |
| Leermasse             | 498 kg                                                                           | 536 kg                                                                           |
| max. Startmasse       | 861 kg                                                                           | 863 kg                                                                           |
| Reisegeschwindigkeit  | 156 km/h                                                                         | 161 km/h                                                                         |
| Höchstgeschwindigkeit | 185 km/h                                                                         | 201 km/h                                                                         |
| Dienstgipfelhöhe      | 5486 m                                                                           | 5200 m                                                                           |
| Steigleistung         | 3,55 m/s                                                                         | 5,08 m/s                                                                         |
| Reichweite            | 600 km                                                                           | 800 km                                                                           |
| Triebwerk             | Cirrus Hermes I/II, stehender luftgekühlter Vierzylinder-Reihenmotor, 105/115 PS | de Havilland Gipsy III, hängender luftgekühlter Vierzylinder-Reihenmotor, 120 PS |